# Adrian Aeschbacher
Adrian Aeschbacher (* 10. Mai 1912 in Langenthal; † 9. November 2002 in Zürich) war ein Schweizer Pianist.

## Leben
Adrian Aeschbacher wurde zuerst von seinem Vater, dem Chordirigenten Carl Aeschbacher, ausgebildet und ging dann an das Konservatorium Zürich. Dort waren Emil Frey und Volkmar Andreae seine Lehrer. Anschliessend studierte er zwei Jahre bei  Artur Schnabel in Berlin. Mit einer Europatournee begann 1934 seine Konzerttätigkeit, die sich vor allem auf Europa und in geringerem Umfang auch auf Südamerika erstreckte. Als Nachfolger der Pianisten Walter Gieseking und Andor Foldes betreute er von 1965 bis 1977 als Professor die Hauptfachklasse Klavier an der Hochschule des Saarlandes für Musik und Theater.

## Wirkung
Adrian Aeschbacher war bekannt als hervorragender Interpret der Werke von Beethoven, Schubert, Schumann und Brahms. Auf Bändern der ehemaligen Reichs-Rundfunk-Gesellschaft (RRG) ist sein Spiel während der Kriegsjahre dokumentiert. Nach dem Kriege machte er einige Aufnahmen bei der Deutschen Grammophon. Bei verschiedenen Sendeanstalten der ARD hat Aeschbacher ebenfalls Aufnahmen hinterlassen.
Adrian Aeschbacher war Vater des Dirigenten Matthias Aeschbacher.